# Encarsia aleurothrixi
Encarsia aleurothrixi är en stekelart som beskrevs av Evans och Andrew Polaszek 1998. Encarsia aleurothrixi ingår i släktet Encarsia och familjen växtlussteklar. Inga underarter finns listade i Catalogue of Life.